# La Muse de la poésie livrée aux regrets que lui laisse la mort de Voltaire
 (décembre 2022).
Si vous disposez d'ouvrages ou d'articles de référence ou si vous connaissez des sites web de qualité traitant du thème abordé ici, merci de compléter l'article en donnant les références utiles à sa vérifiabilité et en les liant à la section « Notes et références ».
La Muse de la poésie livrée aux regrets que lui laisse la mort de Voltaire ou La poésie pleurant la mort de Voltaire est une peinture à l'huile de Geneviève Brossard de Beaulieu exécutée en 1785 et conservée au musée Sainte-Croix, à Poitiers. 
C'est une œuvre historique et mythologique, mais également moralisatrice, qui a sans doute été réalisée à l'atelier de Greuze à Paris, les femmes ne pouvant pas pratiquer à l'Académie à cette date. 

## Description
La toile représente une jeune femme assise qui semble se lamenter à côté d'un buste. Elle est vêtue d'un drapé à l'antique, elle tient une lyre et porte une couronne de lauriers, son regard est baissé et son coude est appuyé près du buste ; elle est représentée devant un décor gris et sombre. À l'arrière-plan, on aperçoit une pyramide. Les tons sont très doux et donnent un aspect mélancolique à l'ensemble de l'œuvre. Cette femme pourrait être la muse Erato, patronne de la poésie lyrique et érotique, tenant l'un de ses attributs, la lyre. 
Le buste à ses côtés rappelle les bustes de Voltaire exécutés en 1778 par Jean-Antoine Houdon, connu pour avoir portraituré l'écrivain au naturel. Il réalisait lui-même des copies de bustes en bronze très similaires à celui représenté sur le tableau. 
L'œuvre de Geneviève Brossard est un hommage post-mortem au philosophe des Lumières qui est décédé sept ans avant la réalisation de ce tableau. 

## Réception de l'œuvre
Cette peinture a reçu un accueil enthousiaste au Salon de 1785. Barthélémy-François-Joseph, un avocat et littérateur français, fera, dans ses mémoires, une critique élogieuse du tableau de Geneviève Brossard de Beaulieu :

« Le dessin en est correct, la lumière bien composée, l'artifice du clair-obscur bien entendu, les objets exactement placés sur le plan, la draperie jetée avec grâce et avec cette modestie qui pare la nature, le coloris en est beau et vrai, les teintes parfaitement bien fondues. »

## De sa création à aujourd'hui
Cette œuvre fut achetée par Catherine II de Russie et fut déposée par le musée du Louvre au musée Sainte-Croix de Poitiers. Ce tableau a été exposé en 2021 au musée du Luxembourg à Paris dans le cadre d'une exposition nommée  Peintres femmes 1780-1830. Naissance d’un combat.